# National Space Research and Development Agency

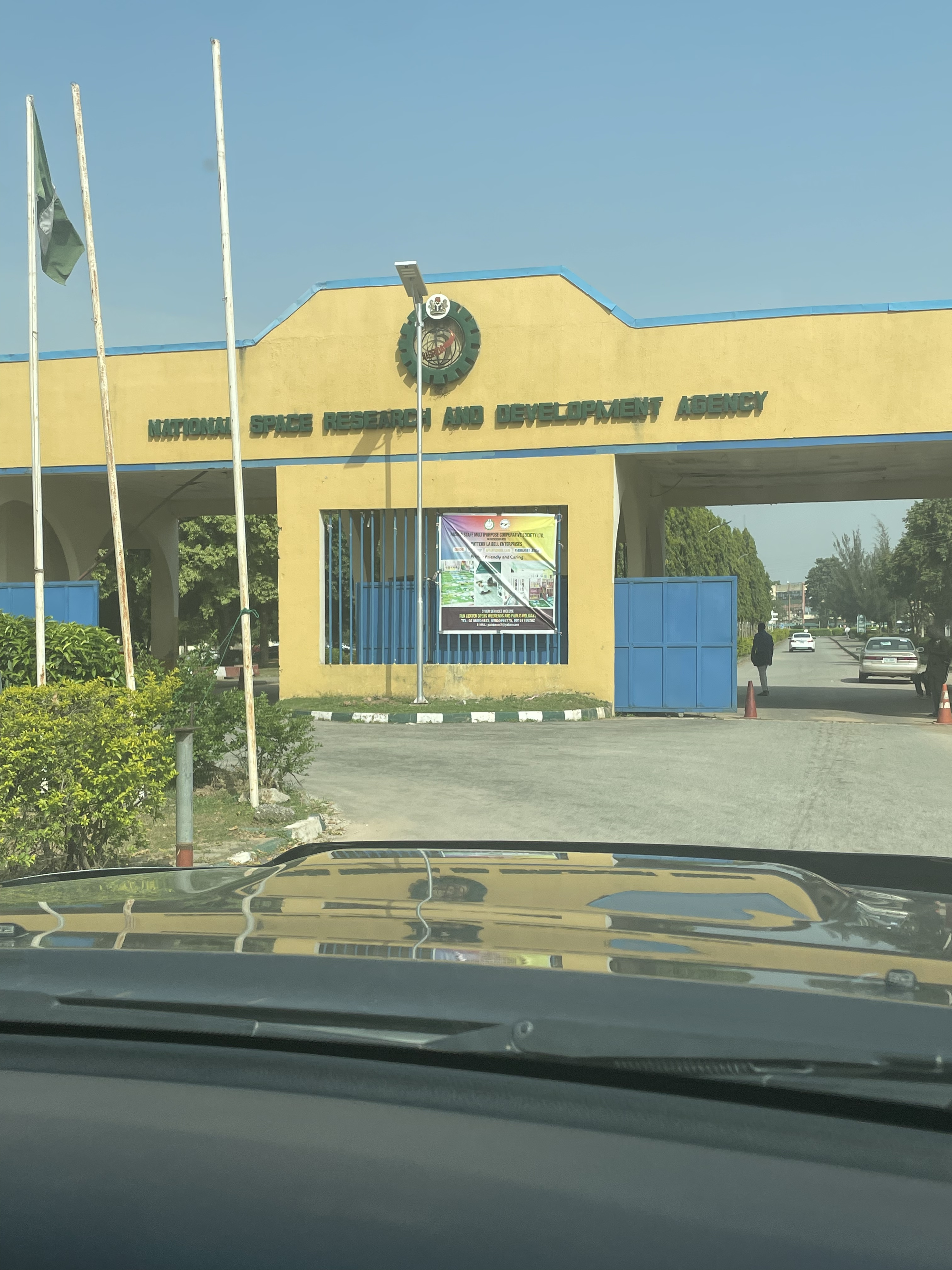
National Space Research and Development Agency

NASRDA (National Space Research and Development Agency) ist die Raumfahrtorganisation Nigerias. Sie wurde am 5. Mai 1999 als Teil des Ministeriums für Wissenschaft und Technologie gegründet. Zurzeit wird an dem Satelliten NigeriaSat-2 gearbeitet, der im August 2011 gestartet wurde.

## Satelliten
| Name         | COSPAR-Bezeichnung | Startdatum (UTC)          | Startplatz        | Trägerrakete     | Bemerkung                                                              |
| ------------ | ------------------ | ------------------------- | ----------------- | ---------------- | ---------------------------------------------------------------------- |
| NigeriaSat-1 | 2003-042C          | 27. September 2003, 06:12 | Plessezk          | Kosmos 3M        | Erdbeobachtungssatellit, außer Dienst seit Juli 2014                   |
| NigComSat-1  | 2007-018A          | 13. Mai 2007              | Kosmodrom Xichang | Langer Marsch 3B | Geostationärer Kommunikationssatellit, außer Dienst seit November 2008 |
| NigeriaSat-2 | 2011-044B          | 17. August 2011           | Kosmodrom Jasny   | Dnepr            | Erdbeobachtungssatellit                                                |
| NigeriaSat-X | 2011-044C          | 17. August 2011           | Kosmodrom Jasny   | Dnepr            | Erdbeobachtungssatellit                                                |